# マラカイボ湖
マラカイボ湖（マラカイボこ、スペイン語: lago de Maracaibo）はベネズエラ北西にある湖（塩湖）。
南アメリカ大陸最大の湖であるが、実際は水路によってベネズエラ湾、さらにはカリブ海、大西洋にもつながっているため、海と定義する事もでき、その場合南米最大の湖（淡水湖）はチチカカ湖となる。
面積は1万3210km2、南北の長さは159kmある。北部はせまい水路を通じてベネズエラ湾につながっている。カタトゥンボ川、サンタアナ川、チャマ川などが流れこみ、湖水は北部でやや塩分を含んでいる。多数の島が存在する。漁業も盛んだが、アオウキクサ（Lemna）の繁殖が問題となっている。魚類への影響は無いとされるが、船舶の航行に邪魔で、除去できる化学物質や生物学的方法が無く、物理的に引き抜くしかない。

## 海底油田
1918年に湖底と湖岸に油田が発見され、ベネズエラが産油国として認知される契機となった。現在も湖の東部は油田地帯となっており、水路を利用して大型タンカーが原油の積み出しを行っている。湖岸では石油産出に伴うとみられる地盤沈下があり、その対策に政府の出費が強いられる。
2010年代後半、原油価格が低迷する中でパイプラインなどの維持管理が停滞。関連施設の劣化により原油流出が発生、水産資源などが影響を受けている。

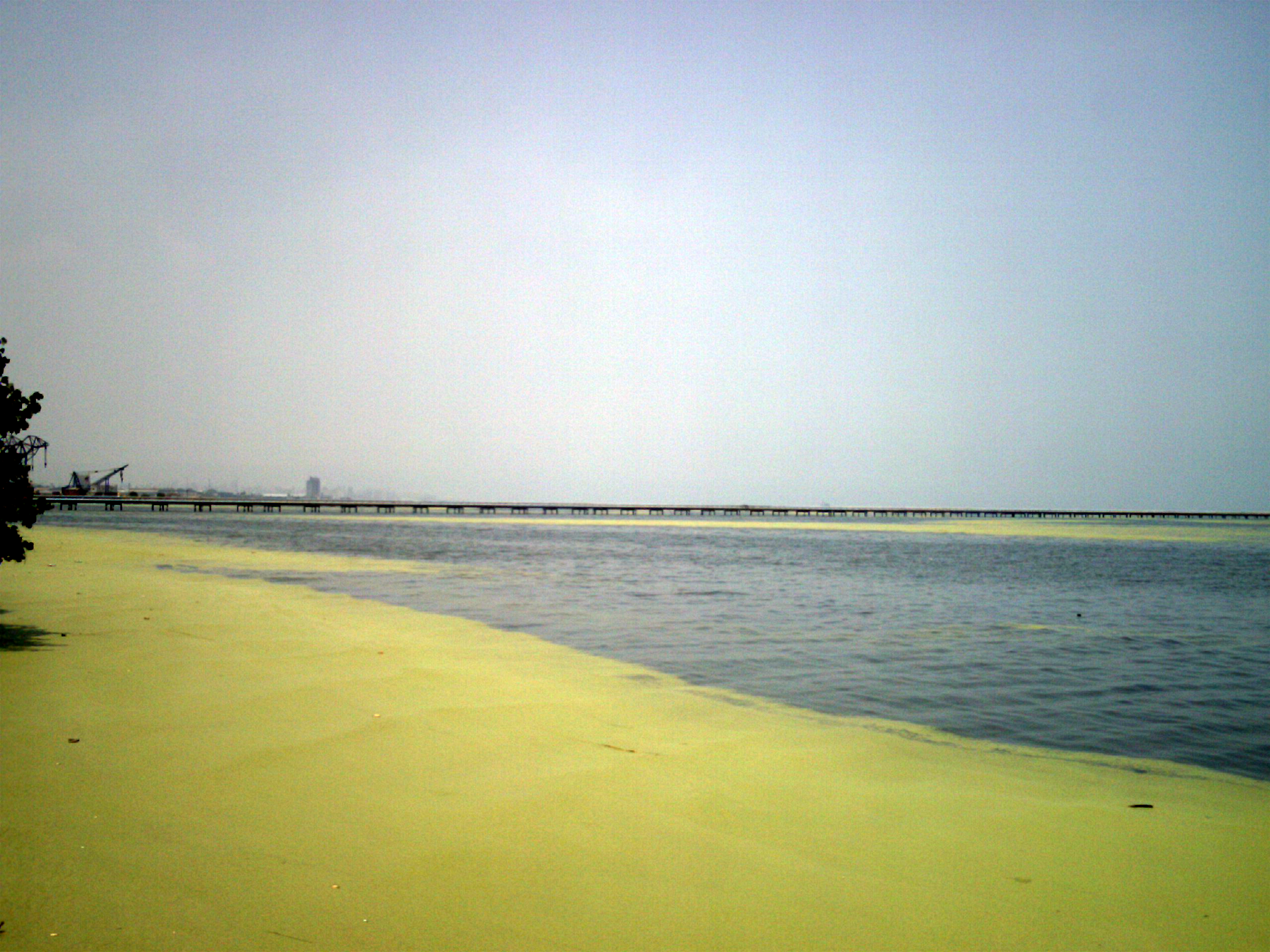
浮草で覆われた湖（2007年）

## カタトゥンボの雷
マラカイボ湖では、音の発生しない雷が度々発生しているが、その原理は現在でも詳しくは判明していない。湖の南西部のカタトゥンボ川河口部で頻繁に発生する雷は「カタトゥンボの雷」と呼ばれ、大航海時代から存在が知られており、船乗りたちから「マラカイボの灯台（Faro de Maracaibo）」と呼ばれ、目印として航海技術が未熟だった時代に安全に寄与したとされる。
湖では、元読売ジャイアンツのジェレミー・ゴンザレス投手が落雷により亡くなっている。
2014年、1時間に走る稲妻の数3600本が認められ、「世界で最も稲妻が多い場所」としてギネス世界記録に認定された。